# Spotify
Spotify es una empresa sueca de servicios multimedia fundada en 2006, cuyo producto es la aplicación homónima empleada para la reproducción de música vía streaming. Su modelo de negocio es el denominado freemium.
Spotify ofrece música grabada y podcasts digitales restringidos por derechos de autor que incluyen más de 100 millones de canciones, de sellos discográficos y compañías de medios. También ofrece más de 3 millones de vídeos musicales. Como servicio freemium, las funciones básicas son gratuitas con anuncios y control limitado, mientras que las funciones adicionales, como escuchar sin conexión, sin anuncios comerciales y vídeos musicales hasta 8K, se ofrecen a través de suscripciones pagas. Spotify está actualmente disponible en más de 184 países, a partir de julio de 2023. Los usuarios pueden buscar música según el artista, el álbum o el género y pueden crear, editar y compartir listas de reproducción.
El programa se lanzó el 7 de octubre de 2008 al mercado europeo, mientras que su implantación en otros países se realizó a lo largo de 2009. Está disponible para los sistemas operativos Microsoft Windows, Mac OS X, Linux, Windows Phone, Symbian, iOS y Android.
La empresa sueca, con sede en Estocolmo, tiene firmados acuerdos con las discográficas Universal Music, Sony Music, EMI Music (desaparecida en 2012), Hollywood Records, Interscope Records y Warner Music, entre otras.
En septiembre de 2023, el servicio contaba con 590 millones de usuarios activos, de los cuales 226 millones eran usuarios de pago. Las acciones de Spotify han fluctuado en valor desde que Spotify cotiza en bolsa, alcanzando un máximo de 340 dólares en diciembre de 2020 para luego caer a 72 dólares por acción en noviembre de 2022, recuperando algo de su valor más tarde. Spotify presentó sus resultados trimestrales con un crecimiento menor de lo esperado en suscriptores de pago.

## Historia

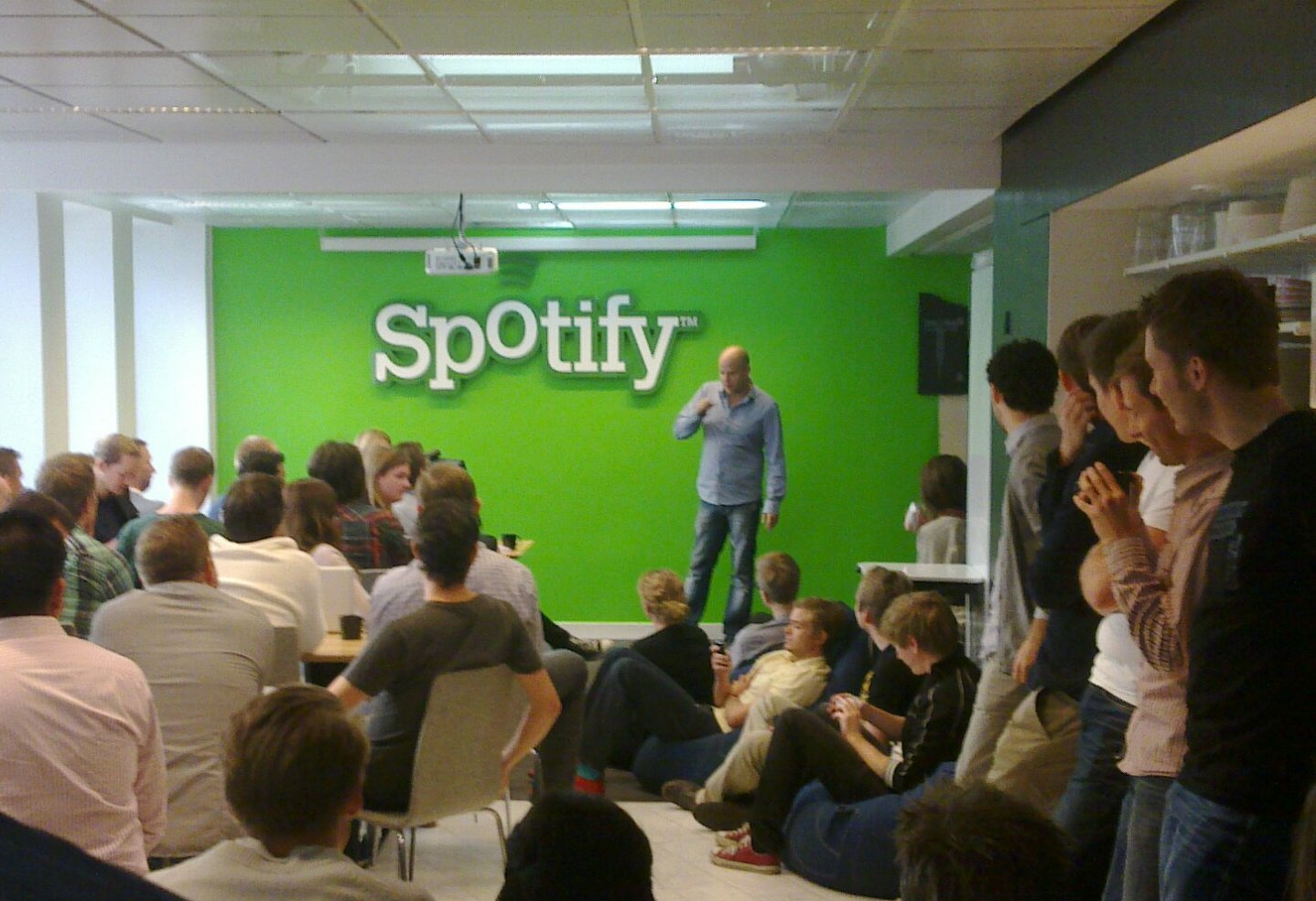
Daniel Ek se dirige al personal de Spotify en 2010

Spotify fue fundada el 23 de abril de 2006 en Estocolmo por Daniel Ek, ex CTO de Stardoll, y Martin Lorentzon, cofundador de TradeDoubler. Según Ek, el título de la compañía fue inicialmente malentendido de un nombre gritado por Lorentzon. Más tarde, pensaron en una etimología de una combinación de "detectar" e "identificar".

Logotipo original de Spotify (2006–2013)

La aplicación Spotify se lanzó el 7 de octubre de 2008, como un reproductor de música en streaming y sólo estaba disponible en Suecia, Finlandia, Francia, Reino Unido y España. Si bien las cuentas gratuitas permanecieron disponibles por invitación, el lanzamiento abrió suscripciones de pago para todos. Al mismo tiempo, Spotify AB anunció acuerdos de licencia con las principales discográficas.
El 21 de noviembre de 2019 anunciaron su primera ceremonia de premios, llamada Spotify Awards a través de Twitter. El 9 de marzo de 2020 la plataforma puso en marcha Radar, su programa de artistas emergentes.
En enero de 2020, Spotify lanzó la función "Vídeos Musicales", que te permite ver más de 9 millones de vídeos musicales, y es más grande el catálogo que Tidal, Apple Music, Amazon Music y YouTube Music. En la versión gratuita, te permite disfrutar vídeos musicales hasta 1080p (Full HD), en baja calidad, y con anuncios, mientras que la versión Prémium, te permite disfrutar de vídeos musicales hasta 8K, en muy alta calidad y sin anuncios.
El 3 de julio de 2020, la empresa de ciberseguridad vpnMentor descubrió una base de datos que contiene 380 millones de registros individuales, incluidos los inicios de sesión y las contraseñas de los usuarios de Spotify. Se pensó que la base de datos era evidencia de un ciberataque inminente de relleno de credenciales dirigido a Spotify, ya que contenía las credenciales de hasta 350.000 cuentas de usuario comprometidas.
En respuesta al ataque, Spotify emitió un restablecimiento continuo de las contraseñas de las cuentas afectadas en noviembre de 2020.
En noviembre de 2020, Spotify adquirió la plataforma publicitaria y de publicación de pódcast Megaphone por 235 millones de dólares. Una adquisición que reforzó el enfoque de la compañía en la monetización del audio y que simplifica el proceso para los productores de pódcast.
La invasión rusa a Ucrania provocó una pérdida de cerca de 1,5 millones de suscriptores tras abandonar el mercado ruso. Su crecimiento de personas usuarias fue mayor de lo esperado si se excluye a Rusia. A diferencia de las ventas físicas o de descarga, que pagan a los artistas un precio fijo por canción o álbum vendido, Spotify paga regalías según la cantidad de reproducciones de artistas como proporción del total de canciones transmitidas. Distribuye aproximadamente el 70% de sus ingresos totales a los titulares de derechos (en su mayoría sellos discográficos), que luego pagan a los artistas en función de lo pactado en contratos individuales. Según Ben Sisario de The New York Times, unos 13.000 de los 7 millones de artistas presentes en Spotify –menos del 0,2%– generaron 50.000 dólares o más en ingresos en 2020.
En mayo de 2022, Spotify anunció una asociación con la plataforma de juegos en línea y el sistema de creación de juegos Roblox Corporation, la asociación vio a Spotify como la primera marca de transmisión en tener presencia dentro del juego con el lanzamiento de "Spotify Island.
En mayo de 2022, Spotify comenzó a probar una función que permitiría a artistas seleccionados promocionar sus NFT a través de sus perfiles. Algunos artistas incluidos en esta fase inicial de prueba fueron Steve Aoki y The Wombats. La prueba fue de naturaleza muy limitada y solo estuvo disponible en la aplicación Android de Spotify en los Estados Unidos.
En julio de 2022, Spotify se convirtió en el patrocinador principal del Fútbol Club Barcelona.
En junio de 2023, Spotify anunció que despediría a alrededor de 200 empleados como parte de una restructuración a su división de podcasts.

## Modo de funcionamiento y requisitos del sistema

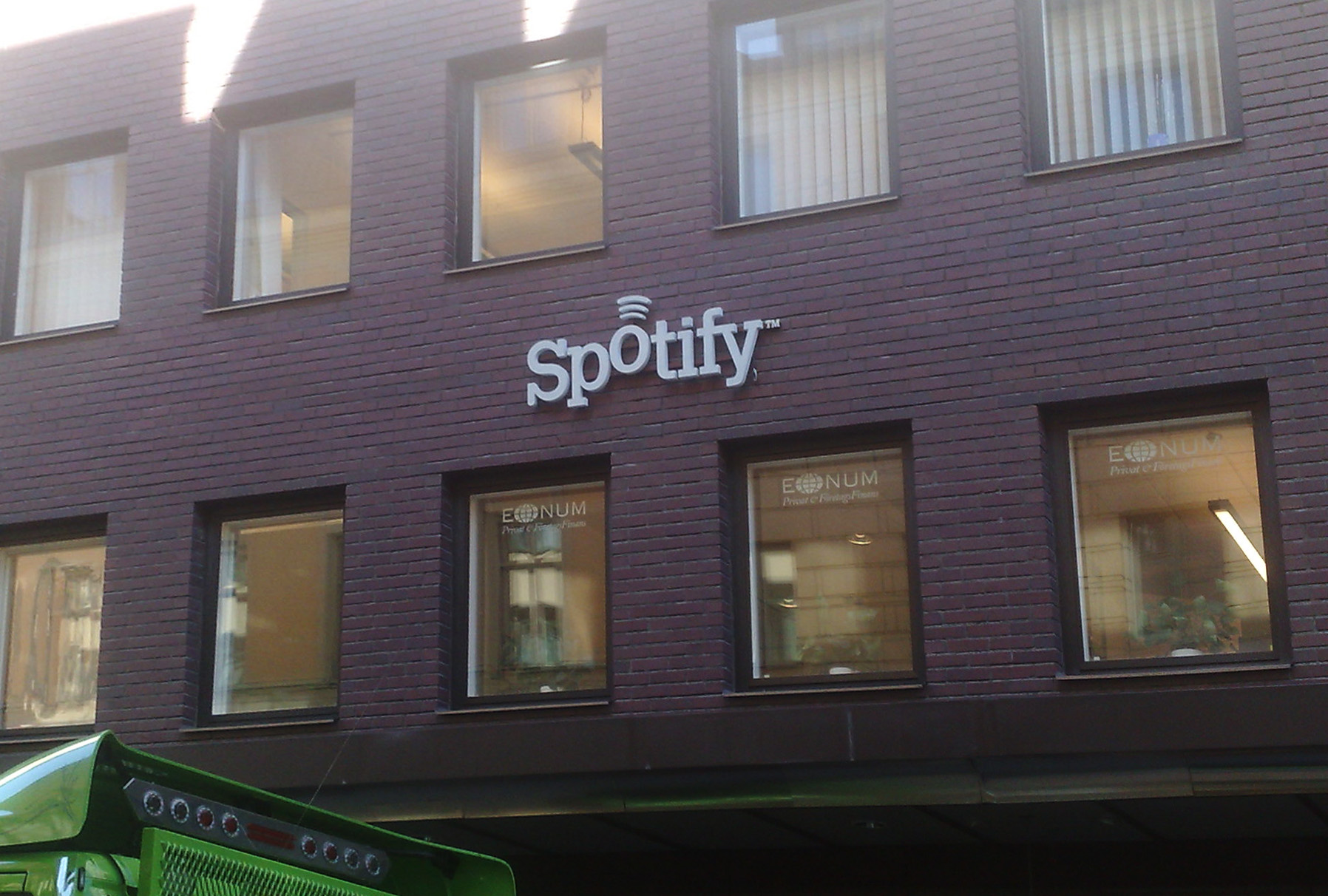
Sede de Spotify en Estocolmo (Suecia).

Spotify ofrece transferencia de archivos de audio por Internet a través de la combinación de servidores dedicados al streaming y en la transferencia de red de pares (P2P) en la que participan los usuarios. Una conexión a Internet de 256 kbit/s es suficiente, y la tasa de bits de las pistas es de 320 kbit/s. Los archivos de audio se pueden reproducir bajo demanda, como si estuvieran en el disco duro del usuario. Las canciones se guardan en la caché del software para evitar consumir más ancho de banda al repetir las canciones una y otra vez. Utiliza el códec de audio Vorbis (Ogg).[cita requerida]
Los usuarios en modo Prémium acceden un nivel de calidad de audio superior (q9). El contenido de la caché del software se basa en un índice que sirve para que Spotify conecte con el servicio. Este índice se utiliza para informar a otros clientes sobre otros usuarios que pueden conectarse a los datos para que se reproduzcan las pistas que desea escuchar.[cita requerida]
Se hace por cada cliente que utiliza el programa; al inicio, actuando como un servidor para escuchar las conexiones entrantes de otros usuarios de Spotify así como la conexión de forma intuitiva a otros usuarios para el intercambio de datos en caché, según proceda. Actualmente no hay datos oficiales de los desarrolladores acerca de cuántas conexiones y la cantidad de ancho de banda que ofrece cada usuario al sistema; el software no ofrece ninguna forma para que el usuario pueda configurar estos parámetros.[cita requerida]
Los requisitos del sistema son, al menos, Mac OS X 10.7, Windows Vista o superior. También es posible ejecutar el programa en GNU/Linux. El tamaño de la caché lo puede limitar el usuario y se puede elegir la ubicación de memoria de caché. Se recomienda para la caché por lo menos 1 GB de espacio libre.[cita requerida]
El usuario debe configurar una cuenta para poder utilizar la aplicación. Esta cuenta puede utilizarse en varios dispositivos, pero solo puede reproducir música en un dispositivo a la vez.[cita requerida]

## Disponibilidad geográfica
Spotify está disponible en 187 países estos son: Albania, Alemania, Andorra, Argentina, Australia, Austria, Bélgica, Bielorrusia, Brasil, Bolivia, Bosnia y Herzegovina, Bulgaria, Canadá, Chile, Colombia, Corea del Sur, Costa Rica, Chipre, Croacia, Dinamarca, Ecuador, El Salvador, Estonia, Eslovaquia, Eslovenia, España, Estados Unidos, Filipinas, Finlandia, Francia, Grecia, Guatemala, Honduras, Hong Kong, Hungría, India, Indonesia, Irlanda, Islandia, Israel, Italia, Japón, Kazajistán, Kosovo, Letonia, Liechtenstein, Lituania, Luxemburgo, Macedonia del Norte, Malasia, Malta, México, Moldavia, Mónaco, Montenegro, Nicaragua, Noruega, Nueva Zelanda, Países Bajos, Panamá, Paraguay, Perú, Polonia, Portugal, Reino Unido, República Checa, República Dominicana, Rusia, Serbia, Singapur, Suecia, Suiza, Tailandia, Turquía, Ucrania y Uruguay, Bangladés, Ghana, Kenia, Nigeria, Pakistán, Sri Lanka, Tanzania, Uganda, Antigua y Barbuda, Armenia, Las Bahamas, Barbados, Belice, Bután, Botsuana, Burkina Faso, Cabo Verde, Curazao, Dominica, Timor Oriental, Fiyi, Gambia, Georgia, Granada, Guinea-Bisáu, Guyana, Haití, Jamaica, Kiribati, Lesoto, Liberia, Malaui, Maldivas, Malí, Islas Marshall, Micronesia, Namibia, Nauru, Níger, Palaos, Papúa Nueva Guinea, Samoa, San Marino, Santo Tomé y Príncipe, Senegal, Seychelles, Sierra Leona, Islas Salomón, San Cristóbal y Nieves, Santa Lucía, San Vicente y las Granadinas, Surinam, Tonga, Trinidad y Tobago, Tuvalu, Vanuatu, Azerbaiyán, Brunéi, Burundi, Camboya, Camerún, Chad, Comoras, Guinea Ecuatorial, Suazilandia, Gabón, Guinea, Kirguistán, Laos, Macao, Mauritania, Mongolia, Nepal, Ruanda, Togo, Uzbekistán, Zimbabue, Angola, Benín, Yibuti, Costa de Marfil, Madagascar, Mauricio, Mozambique, Venezuela y Zambia.
Únicamente los clientes de los países mencionados pueden comprar una cuenta «Prémium» mediante una tarjeta de crédito o débito o una cuenta de Paypal.

### Cronología de lanzamientos
Spotify se puso en marcha (por invitación solamente) en los países escandinavos, el Reino Unido, Francia y España en octubre de 2008.

Mapa que muestra la disponibilidad de Spotify en el mundo en 2021.

Spotify fue lanzado en los Estados Unidos el 14 de julio de 2011, en Dinamarca se lanzó el 12 de octubre de 2011. y en Australia y Nueva Zelanda el 22 de mayo de 2012. El 13 de noviembre de 2012 empezó a estar disponible para la República de Irlanda y Luxemburgo.
El 11 de febrero de 2013 entró a los mercados de Italia, Polonia y Portugal. Spotify fue lanzado en México, Hong Kong, Malasia, Singapur, Estonia, Letonia, Lituania e Islandia los días 15 y 16 de abril de 2013.
El 3 de diciembre de 2013 empezó a estar operativo en Colombia como una promoción preestreno auspiciada por Coca-Cola. El 24 de septiembre de 2013, Spotify se lanzó en Argentina, Grecia, Taiwán y Turquía. El 11 de diciembre de 2013, Spotify empezó a estar disponible en Costa Rica. El 12 de diciembre de 2013, Spotify fue lanzado simultáneamente en 20 nuevos mercados. Los países agregados fueron: Bolivia, Bulgaria, Chile, Colombia, Costa Rica, Chipre, Ecuador, El Salvador, Eslovaquia, Guatemala, Honduras, Hungría, Malta, Nicaragua, Panamá, Paraguay, Perú, República Checa, República Dominicana y Uruguay.
El 8 de abril de 2014 fue lanzado en Filipinas, el 28 de mayo en Brasil y el 30 de septiembre en Canadá.
Fue lanzado en Indonesia un 30 de marzo de 2016 y el 29 de septiembre en Japón.
En julio de 2017, los servicios de Spotify se establecieron en 61 países con poco más de 140 millones de usuarios, de los cuales 60 millones eran suscriptores de pago.
El 22 de agosto de 2017 se lanzó en Tailandia y el 13 de marzo de 2018 en Israel, Rumania, Sudáfrica y Vietnam.
En diciembre de 2017, Spotify celebró una asociación estratégica con la empresa de China, Tencent. El cambio resultó en que Spotify se convirtiera en el propietario del 9% de Tencent Music Entertainment, y Tencent se convirtiera en el propietario del 7,5% de Spotify. En 2019 Tencent aumentó su participación al 9,2%.
El 13 de noviembre de 2018 fue lanzado en Emiratos Árabes Unidos, Arabia Saudita, Kuwait, Omán, Catar, Baréin, Argelia, Marruecos, Túnez, Jordania, Líbano, Palestina y Egipto.
En la India es lanzado el 26 de febrero de 2019, sumando así 79 mercados en los que Spotify está presente.
En 2014, la empresa registró una entidad legal Spotify en Rusia Alexander Kubaneishvili se convirtió en el director de la oficina rusa, finalmente se separaron y la oficina cerró en 2015. Se ha sugerido que el cierre fue causado por factores como el endurecimiento impredecible de las leyes, incluso en el campo de Internet, necesidad de tener servidores en Rusia y la crisis económica.
El 8 de julio de 2020, apareció la noticia de que el servicio se lanzaría en Rusia el 15 de julio de 2020.
El 1 de febrero de 2021 Spotify lanza su servicio en Corea del Sur, de ese modo brinda a los oyentes coreanos acceso a más de 60 millones de canciones y más de 4 mil millones de playlists de todo el mundo.
El 23 de febrero de 2021 Spotify lanza sus operaciones en: Bangladés, Ghana, Kenia, Nigeria, Pakistán, Sri Lanka, Tanzania, Uganda.
Dos días después, el 25 de febrero de 2021 Spotify es lanzado en: Antigua y Barbuda, Armenia, Bahamas, Barbados, Belice, Bután, Botsuana, Burkina Faso, Cabo Verde, Curazao, Dominica, Timor Oriental, Fiyi, Gambia, Georgia, Granada, Guinea-Bisáu, Guyana, Haití, Jamaica, Kiribati, Lesoto, Liberia, Malaui, Maldivas, Malí, Islas Marshall, Micronesia, Namibia, Nauru, Níger, Palaos, Papúa Nueva Guinea, Samoa, San Marino, Santo Tomé y Príncipe, Senegal, Seychelles, Sierra Leona, Islas Salomón, San Cristóbal y Nieves, Santa Lucía, San Vicente y las Granadinas, Surinam, Tonga, Trinidad y Tobago, Tuvalu, Vanuatu, Azerbaiyán, Brunéi, Burundi, Camboya, Camerún, Chad, Comoras, Guinea Ecuatorial, Suazilandia, Gabón, Guinea, Kirguistán, Laos, Macao, Mauritania, Mongolia, Nepal, Ruanda, Togo, Uzbekistán y Zimbabue.
El 16 de marzo de 2021 el servicio es lanzado en: Angola, Benín, Yibuti, Costa de Marfil, Madagascar, Mauricio, Mozambique y Zambia y el 16 de noviembre de 2021 el servicio se lanza en Venezuela. Con ellos se alcanzan los 187 países en donde Spotify está presente a día de hoy.
El 24 de febrero de 2022 tras la invasión rusa de Ucrania, Spotify cerró temporalmente su oficina en Rusia y suspendió los servicios Prémium y gratuitos del país hasta nuevo aviso. Sin embargo, el servicio de soporte sigue funcionando para los usuarios rusos. Actualmente Spotify tiene su sede en Estocolmo, Suecia y con oficinas en 16 países de todo el mundo.

## Cuentas y suscripciones
Spotify puede descargarse desde el sitio web de Spotify y utilizarse de cuatro maneras.
Las versiones «Free» y «Open» son de uso gratuito, financiado por la publicidad que ofrece de forma esporádica el reproductor. En un principio la diferencia entre ambas era que la versión «Free» era accesible solo mediante invitación y no había ningún problema de restricción, mientras que la «Open» era abierta a todo el mundo, teniendo como desventaja que solo permitía veinte horas de reproducción mensuales. A partir del 1 de mayo de 2011 ambas versiones pasan a tener exactamente las mismas características: un límite de 10 horas de reproducción mensuales y la reproducción de cada tema un máximo de cinco veces.
Por medio del pago de una cuota mensual, cualquier usuario puede adquirir la condición de «Prémium» (9,99€/mes, $9.99 USD, S/.16.90 PEN, $36 ARS o $99 MXN) o «Unlimited» (4,99€/mes, $4.99 USD $18 ARS o $49 MXN).
La «Prémium» permite a los miembros escuchar las novedades antes de su lanzamiento y antes que los usuarios de las opciones gratuitas de Spotify; se puede oír el catálogo musical en dispositivos móviles con iOS, Android, Windows Phone y Symbian OS; es posible la escucha sin conexión a la red de ciertas pistas previamente seleccionadas y ofrece mayor calidad de reproducción. Con Spotify Unlimited solo se podrán escuchar los temas en un ordenador y siempre con conexión a Internet. La diferencia de las versión Free respecto a la versión Unlimited es que esta última no tiene anuncios publicitarios, tampoco restricciones temporales ni límite de reproducciones.
Desde junio de 2016 estos son los tipos de suscripción de Spotify:
| Tipo               | Sin anuncios | Tiempo de reproducción | Reproduce cualquier canción | Audio HQ | Modo sin conexión | Número de Cuentas |
| ------------------ | ------------ | ---------------------- | --------------------------- | -------- | ----------------- | ----------------- |
| Spotify Free       | No           | Ilimitado              | No                          | No       | No                | 1 cuenta          |
| Spotify Individual | Sí           | Ilimitado              | Sí                          | Sí       | Sí                | 1 cuenta          |
| Spotify Duo        | Sí           | Ilimitado              | Sí                          | Sí       | Sí                | 2 cuentas         |
| Spotify Familiar   | Sí           | Ilimitado              | Sí                          | Sí       | Sí                | 6 cuentas         |
| Estudiantes        | Sí           | Ilimitado              | Sí                          | Sí       | Sí                | 1 cuenta          |

Hoy en día Spotify ofrece tres servicios Prémium distintos con abono mensual. Spotify Individual presta el servicio a un solo cliente. Spotify Prémium Duo está pensado para parejas o amigos, pagando este plan se brindaran dos cuentas individuales con un precio menor al que tendrían dos suscripciones individuales. Por último Spotify ofrece Prémium Familiar, permite hasta seis cuentas que vivan en una misma casa. Dúo y Familiar tienen una mejor relación de precio/servicio que Spotify Individual. A todas las suscripciones Prémium se les brinda la opción de contratarlo gratuitamente por un mes, luego de pasada esta fecha el servicio comenzara a debitarse automáticamente si no se lo cancela.
Los beneficios que tiene la versión Prémium de Spotify hoy en día son la eliminación de anuncios, la posibilidad de elegir la canción que uno desea escuchar (en el formato gratuito solo se pueden reproducir pistas aleatorias), crear pistas propias, descargar música para escucharla sin conexión, y además brinda una mayor calidad de audio tanto para PC como para la versión móvil. En Spotify gratuito se utiliza una velocidad de transmisión de datos estándar para móvil de 96 kbps, mientras que para la aplicación para ordenadores y en la web se utiliza una velocidad algo superior de 160 kbps. Si te decides a pagar el abono mensual, en cambio, obtendrás una velocidad de transmisión de datos de 320 kbps, lo que se traduce en una alta calidad en ordenadores y en una altísima calidad en dispositivos móvil.

### Spotify para Artistas

#### Perfil de artista
Spotify no permite a los artistas subir sus canciones directamente, lo cual significa que es indispensable recurrir a los servicios que ofrece una distribuidora digital o firmar por una discográfica, siendo esta la que se encargue de hacer los trámites necesarios para que la música de un artista figure en la plataforma de reproducción. Cabe destacar que, aunque las mismas empresas distribuidoras sean las encargadas de pagar las regalías mecánicas del artista, como más intermediarios, en más partes se dividirán los beneficios que generen las escuchas. Además, es cierto que Spotify, al ser una plataforma de vasto alcance, debe estipular normas estrictas que no todas las empresas distribuidoras son capaces de cumplir; por este motivo, la misma plataforma de Spotify propone una lista de distribuidoras recomendadas que se ciñen a las condiciones de suministro de metadatos de calidad y medidas de protección contra infracciones.
Sin embargo, el hecho de que Spotify dedique un espacio a la agrupación de la producción de un artista no es sinónimo de que este tenga un perfil oficial y sus consiguientes derechos a gestionarlo. Para dicho propósito, en noviembre de 2015, Spotify presentó un panel "Fan Insights" en forma de beta limitada, permitiendo a los artistas y gerentes acceder a datos sobre los oyentes mensuales, datos geográficos, información demográfica, preferencias musicales y más datos relacionados con el impacto del artista activo. En abril de 2017, el panel se actualizó para dejar el estado beta, se renombró como "Spotify para Artistas" y se abrió a todos los artistas y gerentes. Las características adicionales de esta última versión incluyeron la capacidad de obtener el estado "verificado" con una marca de verificación azul en el perfil de un artista, recibir apoyo al artista de Spotify, personalizar la página de perfil con fotos y promocionar una determinada canción como su "selección".
En septiembre de 2018, Spotify anunció "Subir Beta", lo que permitió a los artistas subir su contenido directamente a la plataforma, en lugar de pasar por un distribuidor o sello discográfico. La función se implementó para un pequeño número de artistas de EE. UU. y exclusivamente por invitación. La operación era gratuita y los artistas recibieron el 100% de los ingresos generados por sus canciones; además, los artistas pudieron controlar el momento del lanzamiento al público. Con todo, el 1 de julio de 2019, Spotify dejó de usar el programa y anunció planes para dejar de aceptar cargas directas a finales de ese mes y, finalmente, eliminar todo el contenido subido de esta manera.
De todos modos, contar con una cuenta de artista sigue siendo un beneficio para los creadores de contenido, pues esta les permite compartir su música, anunciar conciertos y festivales, escribir su biografía visible al público, conocer mejor a su audiencia, vender merchandising (siempre que esté incluido en Merchbar), añadir pódcasts en su perfil e incluso entrar en las listas de novedades más populares.
Actualmente, la creación y verificación de un perfil de artista puede realizarse como artista o representante o mediante una distribuidora o sello discográfico.

#### Pódcasts
La plataforma de Spotify ofrece la posibilidad de subir y distribuir pódcasts. Para ello, es necesario que previamente el pódcast esté disponible en un plataforma de alojamiento, puesto que Spotify no es una plataforma de creación sino de distribución.
El primer paso a seguir para publicar un pódcast en Spotify es iniciar sesión en Spotify para Podcasters con una cuenta ya registrada o bien suscribirse para crear una nueva.
A continuación, se añade el enlace RSS del pódcast procedente de la plataforma de alojamiento o servidor. Spotify cuenta con unas cuantas plataformas de creación de pódcasts asociadas, siendo Anchor una de las más importantes, además de gratuita.
El siguiente paso consiste en verificar el enlace de la fuente RSS mediante un mensaje de correo electrónico recibido a la dirección que figura en el enlace y que contiene un código de 8 dígitos. Una vez verificado, se puede agregar y modificar información sobre el pódcast, como la categoría, el idioma y el país.
Finalmente, hace falta enviar la solicitud y esperar a que el pódcast aparezca en la plataforma de Spotify. Una vez este sea público, gracias al enlace RSS, los nuevos episodios del pódcast serán publicados automáticamente a Spotify.
Cabe destacar que, disponiendo de un perfil de artista en Spotify, es posible añadir manualmente un pódcast de creación propia o una colaboración para que esté visible en el perfil, ya que estos no se añaden automáticamente. Esta acción puede ser realizada, mediante la “Selección del artista”, que aparece en la parte superior del perfil de artista, o también creando una lista de reproducción del artista que incluya los episodios del pódcast.
Anchor, por ejemplo, es una plataforma de creación, distribución y monetización de pódcasts asociada a Spotify. Esta plataforma ofrece, de manera gratuita e ilimitada, una gran cantidad de herramientas de subida, grabación y edición integradas; funciones de monetización del pódcast; acceso a información y estadísticas sobre los oyentes para poder adaptar mejor el contenido del pódcast al público; y asistencia gratuita las 24 horas del día. De este modo, Anchor asume la logística del pódcast y resulta mucho más sencillo crearlo y subirlo a una plataforma de distribución.

## Funcionamiento en dispositivos
Spotify actualmente funciona en computadoras, teléfonos inteligentes, tabletas electrónicas, navegadores y en determinadas marcas de televisores (Smart TVs). Su aplicación es compatible con los sistemas operativos: dispositivos móviles como Android, Windows Phone, iOS (incluido iPad OS), consolas de juegos como Xbox (Xbox 360, Xbox One y Xbox Series X|S) y PlayStation (PS3/4/5 y PSVita). Smart TVs fabricados por Samsung, Sony, LG. También está disponible en los navegadores como Google Chrome, Mozilla Firefox, Internet Explorer, Microsoft Edge, Safari y Opera. Además está disponible en computadoras con Windows y macOS. Y también está disponible para reproductores multimedia como Apple TV, Roku, Google Chromecast, webOS, Tizen OS, Amazon Fire TV y Android TV tanto en televisores como en reproductores externos como el Xiaomi Mi Box S y la NVIDIA Shield TV, entre otros.

## Cambios en el mercado musical
Desde finales de la década de 1990, la eclosión de Internet produjo una crisis en la industria discográfica derivada de la caída de ventas de soportes digitales. Esta crisis dejó evidente la necesidad de un nuevo modelo de negocio en un contexto en el que la música se convierte en un servicio dejando atrás su materialidad como producto físico. A raíz de esto nacen plataformas de descarga de música de pago. Empresas como Spotify han legitimado el acceso a la música en línea mediante el streaming. Una propuesta que da acceso inmediato a 30 millones de títulos musicales (estos varían en función del país). Hoy en día hay alrededor de 100 millones de títulos publicados, con lo cual Spotify no contiene ni el 30% de la totalidad. Aun así, el usuario puede tener la sensación de disponer de una infinidad de opciones puesto que no hay tiempo físico en una vida para escuchar todas ellas.
A pesar de la gran difusión del streaming, todavía existen tiendas de vinilos. Algunos consumidores de vinilos dicen no haber cambiado al formato digital por no perder la calidad del formato analógico. Otros echan en falta la curación de contenidos en internet y prefieren comprar productos verificados por los productores. Estos consumidores también aprecian la experiencia de buscar, abrir, poder ver y exponer los vinilos. Estas son sensaciones que se pierden en Spotify.

### Piratería
Junto a la posibilidad de comprar descargas musicales se expandieron plataformas de descarga gratuita e ilegal de contenidos con copyright. De esta forma el mercado musical pasa a ser en línea. El modelo de Spotify legitima consumir y compartir contenido en línea sin la necesidad de descargarlo.[cita requerida]
Spotify ha reducido las descargas pirata de música. Los no dispuestos a pagar por escuchar música tienen la opción de utilizar la versión gratuita (con algunas restricciones como anuncios de publicidad). Gracias a la publicidad incluida pueden pagar a los artistas, que no serían pagados mediante las descargas pirata.

### Despotify
También hay un cliente gratuito no oficial, escrito en el lenguaje de programación C llamado Despotify lanzado por programadores anónimos. Despotify es un cliente basado en texto y funciona en todos los sistemas operativos que admiten CoreAudio o PulseAudio, lo que significa soporte para Linux, Solaris, FreeBSD, NetBSD, Mac OS X y Windows.
En abril de 2009, Spotify bloqueó el uso de Despotify para los suscriptores que tienen la versión gratuita o la versión de pase diario, pero no para las personas con membresía Prémium. Las personas detrás de Despotify comentaron sobre esto y dijeron que no intentarían eludir el bloqueo, pero que otros son libres de modificar el código si así lo desean.
Despotify es el resultado de una gran cantidad de tiempo dedicado a la ingeniería inversa en el programa oficial de Spotify. Los Términos de uso de Spotify no permiten la ingeniería inversa.

### Bloqueo de publicidad
Para los usuarios que están cansados de la publicidad en la versión gratuita de Spotify, existen distintos softwares que los bloquean como Smutefy para Mac OS X, Burnt Sushi para Windows o spotify-adblock para Linux, estando estos dos últimos basados en la misma técnica de bloqueo de anuncios.
Smutefy utiliza una combinación de Growl y Soundflower para bloquear el flujo de audio de Spotify cuando el software detecta publicidad. Smutefy sólo funciona en Mac OS X. Los usuarios de Windows que quieran bloquear la publicidad en Spotify pueden usar Blockify. Ni Smutefy ni Blockify se basan en ingeniería inversa o modificación del código de Spotify, sino en filtros en la computadora del usuario, sin embargo, los términos de uso de Spotify prohíben explícitamente la distribución y uso de herramientas que bloqueen la reproducción de anuncios.

## Premios y reconocimientos
- En septiembre de 2010, el Foro Económico Mundial (FEM) anunció a la compañía como pionera tecnológica para 2011.[70]
- En marzo de 2020, Spotify fue la aplicación de música más descargada en la plataforma iOS en los Estados Unidos.[71]

### Premios internacionales de música
| Año  | Categoría              | Trabajo | Resultado | Ref.   |
| ---- | ---------------------- | ------- | --------- | ------ |
| 2018 | Best Streaming Service | Spotify | Ganadora  | [ 72 ] |
| 2019 | Best Streaming Service | Spotify | Ganadora  | [ 73 ] |
| 2020 | Best Streaming Service | Spotify | Ganadora  | [ 74 ] |

## Controversias
Algunas bandas musicales y artistas se han negado, en principio, a permitir que su música se añada al servicio de Spotify, aunque en estos casos la compañía firmó acuerdos con la mayoría de casas discográficas. El 28 de enero de 2009 Spotify anunció que se realizarán varios cambios en la oferta musical del programa, por las que se eliminarían algunas canciones de los artistas que no estuvieran de acuerdo con aparecer allí y se añadirían restricciones regionales a algunos temas. Spotify ha concebido una fórmula de pago a los artistas en función de la cantidad de “streamings” de su música sobre la cantidad total de “streamings”. Si antes por una descarga de canción a 0.99$ el artista podía ganar entre 7 y 10 céntimos, ahora el equivalente actual es de 150 streamings de la canción por consumidor. Comparando a 1,40$ que pueden ganar por cada CD, es flagrante que los streaming reducen las ganancias de los artistas.
Spotify ha sido criticado por artistas como Thom Yorke y Taylor Swift quienes retiraron su música del servicio. Sus catálogos volvieron al servicio en 2017. Mientras que la industria de la transmisión de música en general enfrenta la misma crítica sobre pagos inadecuados, Spotify que es el servicio líder, enfrenta escrutinio particular debido a su nivel de servicio gratuito, que permite a los usuarios escuchar música de forma gratuita, aunque con anuncios entre pistas.
En mayo de 2018, Spotify atrajo críticas por su "Política de contenido odioso y conducta odiosa" que eliminó la música de R. Kelly y XXXTentacion de sus listas de reproducción editoriales y algorítmicas porque "Cuando miramos la promoción, miramos los problemas relacionados con la conducta odiosa, donde tienes un artista u otro creador que ha hecho algo fuera de la plataforma que está particularmente fuera de línea con nuestros valores, atroces, de tal manera que se convierte en algo con lo que no queremos asociarnos". R. Kelly se ha enfrentado a acusaciones de abuso sexual, mientras que XXXTentacion estaba en juicio por abuso doméstico en un caso que no llegó a un juicio antes de su muerte en junio. Esta política fue revocada en junio porque la compañía consideró que la redacción original era demasiado "vaga"; declararon que "en todos los géneros, nuestro papel no es regular a los artistas. Por lo tanto, nos estamos alejando de implementar una política en torno a la conducta de los artistas".
Sin embargo, artistas como Gary Glitter y Lostprophets todavía están ocultos de las estaciones de radio y resultados de búsqueda de Spotify.
Con respecto a la oferta del catálogo, el representante de Spotify en España, Lutz Emmerich, indicó en una entrevista que la compañía no corre ningún riesgo y que el catálogo musical se ampliará mediante la firma de acuerdos con todas las discográficas posibles por lo que la tendencia será a ampliar catálogo y no a reducirlo.
Además de las críticas anteriores, la compañía ha atraído la atención de los medios por varias formas de violaciones de seguridad, así como por comportamientos controvertidos de la compañía, incluido un cambio significativo en su política de privacidad, "pago por juego" "prácticas basadas en recibir dinero de sellos para poner canciones específicas en listas de reproducción populares, y supuestamente crear" artistas falsos "para la colocación de listas de reproducción prominentes, la última de las cuales Spotify ha negado vehementemente. En enero de 2020, un artista sueco demostró que podía comprar 100.000 transmisiones falsas de una canción por 470€. Según algunos expertos en informática y música, los servicios de transmisión de música, como Spotify, a menudo ignoran o pasan por alto a varias comunidades musicales. Se dice que el error más comúnmente percibido es causado por la falta de un alcance diverso dentro del personal de curación, que incluye pasar por alto a los artistas principales en grandes géneros, lo que puede causar una homogeneización categórica de los estilos musicales; incluso impactando a artistas principales como dentro del hip hop con A Tribe Called Quest. Potencialmente, esto puede tener un impacto negativo en los estilos patrimoniales, entre los géneros populares y tradicionales de la música de Nuevo México y la música popular de Ghana, incluso perjudicando el crecimiento de los estilos populares como el rap country y la música cristiana contemporánea.
En marzo de 2021, David Dayen argumentó en The American Prospect que los músicos estaban en peligro debido a los monopolios en servicios de transmisión como Spotify. Daniel Ek, cofundador y CEO de Spotify, habló sobre "lo que él llamó una solución de transmisión amigable para los artistas". Explicó: "Una extensión de la locura de la radio por Internet de principios de la década del 2000, Spotify obtendría licencias de contenido de sellos discográficos y luego apoyaría a los artistas mientras la gente escuchaba su música". Sin embargo, Dayen señaló que tales servicios obtienen ingresos de los anuncios, la promesa de crecimiento de la audiencia para los inversores y la recopilación de datos.

### The Joe Rogan Experience

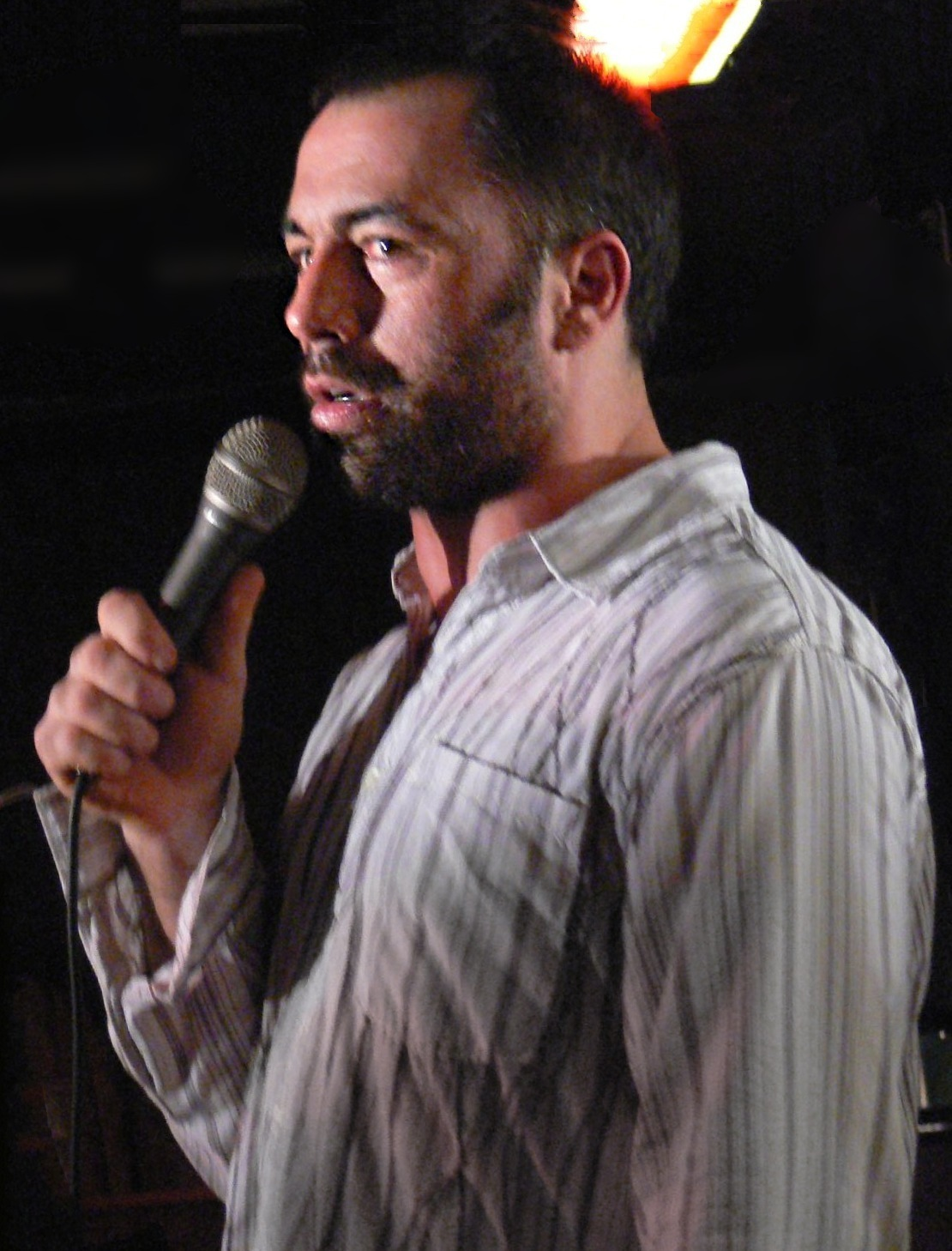
Joe Rogan, The Joe Rogan Experience

En 2020, Spotify recibió críticas de grupos contra la desinformación cuando el teórico de la conspiración Alex Jones apareció en el podcast de Joe Rogan, The Joe Rogan Experience. Los empleados de Spotify expresaron su preocupación por la aparición de Jones en el programa. En 2021, la aplicación eliminó 42 episodios del podcast de Rogan. En enero de 2022 un total de 270 científicos, médicos, profesores, trabajadores de la salud, veterinarios, dentistas, psicólogos, asistentes médicos, estudiantes de medicina, ingenieros y presentadores de podcasts escribieron una carta abierta a Spotify expresando su preocupación por las "afirmaciones falsas y socialmente dañinas" en The Joe Rogan Experience y pidió a Spotify que "estableciera una política clara y pública para moderar la desinformación en su plataforma".
Los 270 signatarios se opusieron a que Rogan transmitiera información errónea sobre el COVID-19, citando un episodio "muy controvertido" con el invitado Robert Malone (n.º 1757). El episodio ha sido criticado por "promover teorías de conspiración sin fundamento", incluida "una teoría infundada de que los líderes sociales han 'hipnotizado' al público". Los signatarios afirman: "El Dr. Malone es uno de los dos invitados recientes del JRE que ha comparado las políticas pandémicas con el Holocausto. Estas acciones no solo son objetables y ofensivas, sino también peligrosas desde el punto de vista médico y cultural". Los firmantes también señalan que Malone fue suspendido de Twitter por difundir información errónea sobre COVID-19. El 26 de enero de 2022, Neil Young eliminó su música de Spotify después de que se negaran a eliminar el podcast. Posteriormente, Joni Mitchell eliminó su música en apoyo de Young. Otros artistas y podcasters, como Nils Lofgren, Brené Brown y Crosby, Stills y Nash, también anunciaron un boicot a Spotify. El príncipe Harry y Meghan, duquesa de Sussex, que firmaron una asociación de varios años con Spotify, dijeron que desde abril de 2021 habían estado "expresando su preocupación" por la información errónea sobre el COVID-19 en la plataforma.
En medio de la controversia, al 28 de enero de 2022, las acciones de Spotify habían caído un 12% semana a semana, una pérdida de $ 4 mil millones en capitalización de mercado. Para el 30 de enero de 2022, esta cifra había aumentado hasta una pérdida de $6700 millones en valor de mercado, una caída del 17% semanal y una caída del 26% en lo que va del año. Las acciones de Spotify cayeron un 13% después de que la compañía informara las ganancias del cuarto trimestre el 2 de febrero de 2022. Aunque Ek abordó la controversia de Rogan durante la llamada de ganancias, la pérdida de valor se atribuyó a la guía de la compañía sobre el crecimiento de usuarios del primer trimestre, que no cumplió expectativas del analista. Spotify prometió agregar avisos de contenido para cualquier cosa que contenga discusiones relacionadas con COVID-19 y publicó reglas adicionales. Rogan se disculpó por su papel en la controversia y defendió sus entrevistas con dos invitados controvertidos, Robert W. Malone y Peter A. McCullough, como "personas altamente acreditadas, muy inteligentes, muy consumadas, y tienen una opinión que es diferente de la narrativa dominante". Rogan dijo que estaba de acuerdo con el plan de Spotify de etiquetar los episodios que incluyen discusiones sobre el COVID-19 y trataría de "tener más expertos con opiniones diferentes, justo después de los controvertidos".
En febrero de 2022, Spotify eliminó unos 70 episodios más de The Joe Rogan Experience, supuestamente a pedido del propio Rogan. El músico Indie Arie compartió una compilación de clips en los que Rogan usó la "palabra n" en el podcast, y un clip en el que Rogan parece comparar estar rodeado de personas negras con la película El planeta de los simios. Arie anunció que también estaba boicoteando a Spotify. Rogan publicó una disculpa, diciendo que era "lamentable y vergonzoso", pero dijo que los clips fueron "sacados de contexto". En un mensaje a los empleados, Ek dijo: "Si bien condeno enérgicamente lo que Joe ha dicho y estoy de acuerdo con su decisión de eliminar los episodios anteriores de nuestra plataforma, me doy cuenta de que algunos querrán más. Y quiero dejar un punto muy claro: silenciar a Joe no es la respuesta".

### Uso de datos
En Spotify cada usuario tiene una lista de reproducción personal “Tu descubrimiento semanal” en función de la música escuchada recientemente que funciona mediante algoritmos capaces de relacionar los gustos personales a los de otros. Lo cual puede conllevar al efecto burbuja, en el cual la música es automáticamente elegida para nosotros y nos impide descubrir más allá. Por otro lado la recopilación de datos sobre lo que escucha cada usuario puede ser utilizado para estrategias de marketing (por ejemplo para atraer a determinados grupos).
Se desconocen estos algoritmos y el uso que hace Spotify de dichos datos a pesar de que los sociólogos escritores de “Spotify Teardown: Inside the Black Box of Streaming Music” hayan intentado entenderlos. El uso del Big data es algo que preocupa a muchos usuarios de productos en la red hoy en día.

## Literatura
- Maria Eriksson et al. (2019): Spotify Teardown: Inside the Black Box of Streaming Music, The MIT Press, ISBN 978-0262038904.